# Carennac
Carennac là một xã trong vùng Occitanie, thuộc tỉnh Lot, quận Gourdon, tổng Vayrac. Tọa độ địa lý của xã là 44° 55' vĩ độ bắc, 01° 43' kinh độ đông. Carennac nằm trên độ cao trung bình là 177 mét trên mực nước biển, có điểm thấp nhất là 110 mét và điểm cao nhất là 340 mét. Xã có diện tích 19,00 km², dân số vào thời điểm 1999 là 373 người; mật độ dân số là 20 người/km².

## Thông tin nhân khẩu
| 1962 | 1968 | 1975 | 1982 | 1990 | 1999 |
| ---- | ---- | ---- | ---- | ---- | ---- |
| 366  | 414  | 388  | 376  | 370  | 373  |